# Агапа (река)
Ага́па — река в Красноярском крае России, левый приток Пясины. Длина реки — 396 км, площадь бассейна примерно равна 26 тыс. км². Протекает по территории Таймырского Долгано-Ненецкого района.
Река образуется в результате слияния рек Верхняя Агапа и Нижняя Агапа, течёт по Северо-Сибирской низменности. В бассейне Агапы более 13 тысяч озёр общей площадью 1445,7 км². Среднегодовой расход воды — в нижнем течении — 310 м³/с.

## Основные притоки
Указаны притоки длиной 50 км и более.
| Название       | Расстояние от устья | Длина | Положение |
| -------------- | ------------------- | ----- | --------- |
| Янгода         | 13                  | 257   | правый    |
| Большая Дюрюса | 38                  | 65    | левый     |
| Малая Дюрюса   | 48                  | 64    | левый     |
| Посой          | 101                 | 82    | правый    |
| Удоверьяха     | 126                 | 130   | левый     |
| Сиен           | 145                 | 67    | правый    |
| Огортыяха      | 192                 | 74    | левый     |
| Сармикъяха     | 227                 | 79    | правый    |
| Казак-Яха      | 232                 | 142   | правый    |
| Яптояха        | 244                 | 75    | левый     |
| Куба           | 252                 | 180   | правый    |
| Акампайяха     | 264                 | 68    | левый     |
| Худыяха        | 306                 | 50    | левый     |
| Устугастыр     | 314                 | 111   | правый    |
| Яптормаяха     | 349                 | 79    | левый     |
| Килямир        | 351                 | 72    | правый    |
| Верхняя Агапа  | 396                 | 134   | левый     |
| Нижняя Агапа   | 396                 | 90    | правый    |

## Охранный статус
180 км реки относятся к заказнику краевого значения «Агапа». Границы заказника обозначены по длине устьем реки Огортыяха и устьем Агапы, и берегами реки на этом протяжении по 2,5 км на каждую сторону от русла — по ширине.
Заказник был образован  с целью сохранения единого ландшафтного комплекса как среду обитания объектов животного мира, палеонтологических и минералогических объектов. 
Объектами охраны являются редкие и находящиеся под угрозой исчезновения виды диких животных, занесенные в Красную книгу Российской Федерации и Красную книгу Красноярского края, и их покровители: хрустан, песочник-красношейка, дупель, песчанка, белоклювая гагара, краснозобая казарка и её покровители зимняк и восточная клуша, малый лебедь, степной лунь, орлан-белохвост, сапсан, чернозобая гагара, западный тундровый гуменник, дербник, галстучник, гаршнеп, средний кроншнеп, белая сова.
Среди охраняемых дикорастущих растений, занесенные в Красную книгу Красноярского края: незабудочник арктосибирский, незабудочник шелковистый, осока малоплодная, пырейник высокоарктический, щавель золотисторыльцевый. Реликтовые растения и эндемики: мытник Карлов скипетр, примула северная, монолепис азиатский, книдиум книдиелистный, ладьян трехраздельный, одуванчик коряков.